# 노스슬로프군

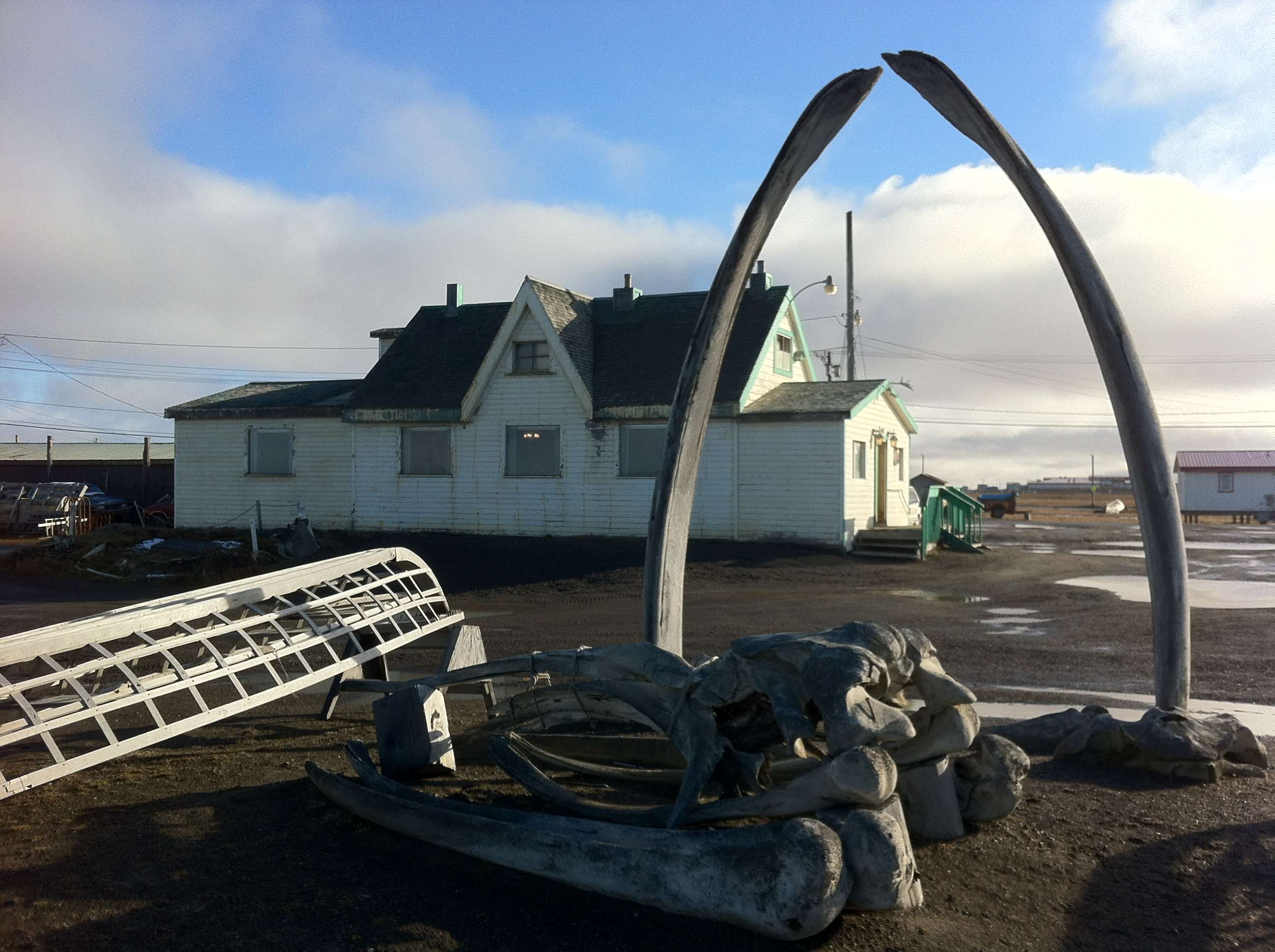

노스슬로프군 또는 노스슬로프 버러(North Slope Borough)는 미국 알래스카주에 위치한 군이다. 2010년 기준으로 이 지역의 인구 수는 총 9,430명이다. 2019년 추산으로 이 지역의 총 인구 수는 9,832명이다.

## 인구
| 인구조사                                                      | 인구  | Note  | %±    |
| ------------------------------------------------------------- | ----- | ----- | ----- |
| 1960년                                                        | 2,133 |       | —     |
| 1970년                                                        | 2,663 |       | 24.8% |
| 1980년                                                        | 4,199 |       | 57.7% |
| 1990년                                                        | 5,979 |       | 42.4% |
| 2000년                                                        | 7,385 |       | 23.5% |
| 2010년                                                        | 9,430 |       | 27.7% |
| 2019 (추산)                                                   | 9,832 | [ 1 ] | 4.3%  |
| U.S. Decennial Census 1790-1960 1900-1990 1990-2000 2010-2018 |       |       |       |

## 같이 보기
- 에스키모
- 이누피아크어
- 로제타 스톤
- 알래스카 북쪽 경사